# Eparchie haagská a nizozemská
Eparchie Haag a Nizozemsko je eparchie ruské pravoslavné církve.

## Území a titul biskupa
Zahrnuje správní hranice území Nizozemska.
Eparchiálnímu biskupovi náleží titul biskup haagský a nizozemský.

## Historie
Po revoluci a občanské válce v Rusku byla jediná farnost v Nizozemsku zasvěcená svaté Marii Magdaleně pod správou metropolity Jevlogije (Georgijevského), který roku 1931 přešel do jurisdikce Konstantinopolského patriarchátu.
Roku 1945 přijal metropolita Jevlogij a další kněží občanství Sovětského svazu, což vyvolalo v haagské farnosti rozkol. Mnoho farníků opustilo farnost a zřídilo farnost Vzkříšení Krista pod jurisdikcí Ruské pravoslavné církve v zahraničí.
Roku 1972 biskup Jakob (Akkersdijk), který vedl haagský vikariát Ruské pravoslavné církve v zahraničí, požádal o přestoupení pod jurisdikci Moskevského patriarchátu. Dne 18. srpna 1972 byla tato žádost Svatým synodem schválena a dal vzniknout eparchii haagské. Eparchie se stala součástí Patriarchálního exarchátu Západní Evropy.
Dne 13. března 2022 duchovní z farnosti svatého Mikuláše Divotvorce v Amsterdamu oznámili, že opouštějí jurisdikci Moskevského patriarchátu z důvodu invaze na Ukrajinu a požádali o přestup pod správu Konstantinopolského patriarchátu.

## Seznam biskupů

### Haagský vikariát západoevropské eparchie Ruské pravoslavné církve v zahraničí
- 1950–1952 Nafanail (Lvov)
- 1965–1972 Jakob (Akkersdijk)

### Eparchie haagská a nizozemská
- 1972–1988 Jakob (Akkersdijk)
  - 1988–1990 Volodymyr (Sabodan) dočasný správce
  - 1990–1991 Kirill (Gunďajev) dočasný správce
  - 1991–2017 Simon (Išunin) dočasný správce
- od 2017 Jelisej (Ganaba)